# Nadežda Jakovlevna Mandel'štam
Nadežda Jakovlevna Mandel'štam, nata Khazina (in russo: Надежда Яковлевна Ха́зина  Мандельштам; Saratov, 30 ottobre 1899, [ 18 ottobre del calendario giuliano] – Mosca, 29 dicembre 1980), è stata una scrittrice sovietica. 
Moglie del poeta acmeista Osip Mandel'štam, fu, come lui, vittima delle Grandi purghe staliniane che la costrinsero all'esilio dall'Unione Sovietica tra il 1938 e il 1958.
Scrisse due autobiografie, L'epoca e i lupi (1971) e Le mie memorie (1972).

## Biografia

### I primi anni
Figlia dell'avvocato Iakov Arkad'evich Khazin e di Vera Iakovlevna Khazina, tra le prime donne medico in Russia, era la più piccola di quattro figli. Cresciuta in una famiglia benestante di origini ebraiche convertita al cristianesimo ortodosso, ha avuto la possibilità di viaggiare e frequentare ambienti di grande respiro internazionale fin da piccola, grazie soprattutto alla forte volontà paterna, crescendo prima tra tolleranti balie inglesi e formandosi poi in un liceo con curriculum “maschile” a Kiev, che comprendeva materie come Latino. Dopo gli studi superiori, la giovane Nadežda lavorò presso il prestigioso studio avanguardista dell'artista teatrale Aleksandra Ėkster.
Nadežda Mandel'štam ha sempre sminuito e quasi ignorato nei suoi scritti questo periodo, considerandolo una “fase preparatoria” all'incontro con il poeta russo: mentre la sua infanzia è stata un rifugio sicuro in cui far crescere spirito e intelletto in totale tolleranza e inconsueta autonomia, l'età adulta rappresenterà per la scrittrice una “volontà” di sottomissione al marito, l'incarnazione nella musa plasmata attraverso i suoi scritti e le sue idee, che si trasformerà dopo la morte del poeta nella missione di salvare il suo ricordo e la sua opera letteraria.

### L'incontro con Osip e il matrimonio
Nel 1919 Nadežda Khazina incontra la prima volta Osip Mandel’štam in un night club a Kiev: si crea subito un forte legame tra i due e Nadja “sembrava fosse predisposta ad assorbire le inusuali riflessioni di Osip, per essere così affascinata dalle caute occhiate che gli ha garantito del suo mondo interiore”.
Il legame non si spezzerà nemmeno quando Osip si reca improvvisamente in Crimea e verrà arrestato due volte. Nel 1921 il poeta torna a Kiev per fuggire insieme a Nadja dalla Guerra Civile, dirigendosi prima per Mosca e poi per la Georgia; raggiunti dalla notizia della fucilazione del poeta e amico Nikolaj Gumilëv, dopo alcune peregrinazioni si stabiliscono definitivamente a Mosca nel 1921, dove Osip chiederà a Nadja di sposarlo.
Dal 1923, anno del primo esplicito divieto per il poeta di pubblicare versi, furono numerosi gli spostamenti della coppia alla ricerca di possibilità di lavoro, dalla Crimea ad Aprevalka, Leningrado (dove Osip visse una tempestosa relazione con Ol'ga Vaksel' che rischiò di mettere in crisi il suo matrimonio) per tornare poi a Mosca. In questi anni si rafforzò il rapporto di amicizia tra Nadežda e Anna Achmatova, che fu l'unica a non abbandonare la coppia anche quando caddero in disgrazia.
Salvifico fu il viaggio in Armenia e Georgia del 1930 per il poeta e la moglie, ma questo evento segnò definitivamente l'inizio di una persecuzione nei loro confronti a partire dal 1933, anno di un violentissimo attacco sulla “Pravda” contro il Viaggio in Armenia.

### Il confino
Il primo arresto di Osip Mandel’štam avvenne tra la notte del 13 e 14 maggio 1934 ad opera degli agenti della polizia segreta politica, che requisirono gran parte delle sue carte e soprattutto il famoso “Epigramma a Stalin” del novembre 1933, condannato dagli inquirenti come “un documento controrivoluzionario senza precedenti”. Durante l'interrogatorio, cui partecipò anche la moglie, vennero concessi due “atti di clemenza”: “La pena prevista da principio – lavori forzati al canale – era stata revocata dalla istanza suprema. Il reo sarebbe stato invece al confino nella città di Čerdyn'… A questo punto, Christoforovič (patronimico del giudice istruttore, ndr) mi propose di accompagnare Mandel'štam al suo nuovo domicilio. Era il secondo incredibile atto di clemenza e io, naturalmente accettai subito […]”. Tutto questo perché la condanna al confino significava “il rinvio del castigo a un momento più favorevole”.
Inizia un periodo di estrema povertà per la coppia e di problemi di salute, soprattutto per Osip che tentò il suicidio nell'ospedale di Čerdyn; anche dopo il trasferimento forzato a Voronež nel 1935 la situazione di precarietà economica non cambiò.
Nel maggio 1937, scaduto il periodo di confino, tornarono a Mosca dove incontrarono ostacoli con le pratiche di registrazione, permesso obbligatorio per risiedere in una città sovietica. Decisero di rimanere nella capitale, ma furono costretti a iniziare nuovamente le peregrinazioni per Savelovo, Leningrado, per poi tornare di nascosto a Mosca e infine a Samaticha, dove, la notte del 2 maggio 1938 il poeta venne arrestato. Da quel momento in poi, le uniche notizie certe che abbiamo lo segnalano a Vtoraja Rečka: la data della morte è tuttora incerta.
Per la scrittrice inizia così il suo “secondo periodo”, che va dal 1938 fino all'ascesa di Chruščëv e all'approvazione delle Thaws alla fine degli anni ‘50. Come già dal primo esilio, Nadežda continuò a fare piccoli lavori per sopravvivere come insegnante d'inglese, ma anche in ospedale a Čerdyn o come operaia tessile a Strunino, sempre in fuga per tutta la Russia, da “Malyj Jaroslavec, Strunino, Kalinin, Mujnak, Džambul', Taškent, Ul'janovsk, Čita, Čeboksary, Vereja, Tarusa e Pskov”, rischiando almeno in un'occasione di essere arrestata dal NKVD a Kalinin, mettendosi in salvo il giorno prima del loro arrivo. Nel 1956, dopo la morte di Stalin, riuscì anche a laurearsi con una tesi in linguistica inglese.

### Il ritorno a Mosca e gli ultimi anni
(Carl Poffer, The Widows of Russia (63))
Solo nel 1964 fu permesso a Mandel'štam di ritornare a Mosca, da dove poi seguì con forza e pazienza il processo di riabilitazione della figura del marito, iniziata sotto l'era Chruščëv per opera dell'amico fidato Nikolaj Ivanovič Bucharin, da un appartamento su Via Bol'shaia Cheremushkinskaia. Questo posto divenne una vera e propria “scuola di vita”, da cui parecchi studenti (tra cui Irina Semenko, Peggy Troupin, Clarence Brown e John Malmstad) appresero e divulgarono al mondo tutto ciò che Mandel'štam serbava da anni, dalle opere del marito alle verità sul terrore sovietico. Clarence Brown affermò in un suo articolo che “Il tavolo della cucina era un forum per un'educazione che nemmeno Harvard avrebbe potuto offrire”, mentre Beth Holmgren la descrive come “un'icona, un oracolo, bohémien, e (utilizzando una coiné cara alla Troupin) un “impresario”.[…] è un grande peccato che non possiamo più recarci a farle visita. Non c'era modo migliore di studiare lei se non leggere le sue memorie.” 
È anche grazie ai suoi allievi che le sue due autobiografie, “L'epoca e i lupi” (Hope against Hope, 1970 – pubblicato in Italia nel 1971) e “Le mie memorie” (Hope abandoned, 1972), sono arrivate al pubblico russo e internazionale, attraverso l'uso rispettivamente del Samizdat e del Tamizdat.
Nel 1976 Mandel'štam donò i suoi archivi all'Università di Princeton negli Stati Uniti. 
Nel 1979, i suoi problemi cardiaci peggiorarono sempre più fino a obbligarla a letto agli inizi del dicembre 1980. Si spense il 29 dicembre 1980 a Mosca. Il funerale venne celebrato con rito ortodosso il 1º gennaio 1981 e il suo corpo cremato al cimitero di Kuncevo.

## L'attività da scrittrice
Nadežda Mandel'štam iniziò a scrivere appena dopo la morte di Stalin, avvenuta nel 1953, sia per favorire e provvedere al processo di riabilitazione della memoria e della biografia del marito iniziato grazie alle denunce fatte da Chruščëv durante il XX congresso del Partito Comunista, sia per la volontà di donare la sua testimonianza e la sua memoria a un nuovo e più vasto pubblico, lontano dagli orrori dello stalinismo e “avido di far rivivere la poesia in generale, in particolar modo quella di Mandel'štam”.
I suoi scritti rientrano nel più ampio insieme della letteratura delle “vedove letterarie”, ovvero quelle donne a cui il terrore di quegli anni ha tolto loro mariti, figli, padri e che hanno coraggiosamente assunto la responsabilità di riportarli in vita tramite la scrittura. Chi ha dato potenza e vigore a questo movimento fu la poeta Anna Achmatova che, subendo lo stesso “martirio” della Mandel'štam, ha dimostrato di come una donna si possa sopraelevare a “eroina del suo tempo” raccontando il tempo che è stato dalla sua prospettiva, dall'ambiente domestico alle file in prigione per incontrare e chiedere dei propri cari (“naturale estensione dell'ambiente domestico”): dal suo punto di vista, gli uomini sono vittime silenziose che danno il potere alle donne di far alto il loro lamento e la loro commemorazione.
Nadežda ha quindi raccolto il peso delle sue memorie soprattutto per un dovere morale e politico, affermando che i vent'anni di relazione con Osip hanno consentito al marito di plasmare il lavoro letterario (ovvero la moglie) con le sue stesse mani.

### L'epoca e i lupi
Il titolo di questa prima autobiografia è un gioco di parole con il nome dell'autrice: infatti “Nadežda” in russo significa “Speranza” e, traducendo letteralmente il titolo originale, sarebbe “Speranza contro Speranza”.
Il racconto di Nadežda ingloba gli ultimi quattro anni trascorsi accanto al marito, dal primo arresto di Mandel'štam nel 1934, seguendo con la memoria i tre anni di confino, la brevissima libertà a Mosca seguita dal secondo arresto nel 1938, chiudendo con la morte di Osip e la disperazione di Nadja nel non poterne stabilire con certezza la data.
In tutto l'arco temporale della memoria, l'“Io” dell'autrice lascia il posto al “Lui” del marito, quasi per rendere l'autobiografia una “biografia”, un tributo alla memoria del poeta con la cornice storica del “grande terrore” politico che non li avrebbe lasciati mai, nemmeno dopo la morte di lui. Il ruolo che si riserva è quello infatti di “storica”, in una maniera piuttosto soggettiva, come sottolinea Beth Holmgren, che rende esplicito il suo stile e i diversi metodi di analisi: citando la stessa Holmgren “Nadežda parla da dentro la società sovietica – un'osservatrice a rischio – e la sua narrativa, anche a distanza di vent'anni dai peggiori orrori, non può aiutare ma riflette la paura e la colpa della sua traversia.”.

### Le mie memorie
Dopo essere emersa dalla patina di oblio donatale dalla persecuzione con “L'epoca e i lupi”, la scrittrice pubblica a distanza di pochi anni una seconda opera autobiografica: “Hope abandoned”, tradotto in italiano con “Le mie memorie”. Difatti centrali e catalizzanti questa volta sono le memorie sulla sua persona dopo la morte del marito, narrando così del suo lungo esilio, di ciò che ha appreso e soprattutto esternando idee e critiche sul mondo letterario russo: un'opera composta “attraverso se stessa”.
L'idea di scrivere questa seconda opera nasce subito dopo la morte di Achmatova, nel 1966, con il titolo di “Mozart i Salieri” (Mozart e Salieri): voleva difatti rappresentare un confronto critico tra i due pilastri della poesia acmeista, ovvero Mandel'štam e Achmatova. Nel tempo si è andato a delineare nella versione che conosciamo, avendo sempre sotto una particolare luce il rapporto tra lei e la Poeta, definito sia dal grande supporto che le è stato dato da quest'ultima a delineare il suo “Noi” e il suo “Lei”, sia sottolineando alcune criticità che ha incontrato nella sua persona lungo il percorso della loro amicizia. 
In questo scritto ciò che emerge prepotentemente è la “Lei” che è rimasta nascosta nel più timido “Noi” de “L'epoca e i lupi”, distinguendo l'unicità della sua identità femminile che “porta tra le mani una bottiglia con un messaggio da abbandonare in mare prima di lasciare la vita terrena”.

## Curiosità
La rock band cuneese Marlene Kuntz ha dedicato un brano alla vicenda della coppia dei Mandel'štam, “Osja, amore mio” contenuto nell'album “Nella tua luce” (2013), in cui il cantante Cristiano Godano dà voce alla straziante lettera scritta da Nadežda dopo il secondo arresto del marito.
In "Che ci faccio qui?" lo scrittore Bruce Chatwin dedica un capitolo a un suo incontro con la scrittrice.